# Бондарев, Фёдор Александрович
Фёдор Алекса́ндрович Бо́ндарев (1890 — ????) — машинист паровоза депо Оренбург, Герой Труда.

## Биография
Родился в 1890 году. Русский. Член РКП(б) с 1917 года. Образование начальное.
Пошёл работать по найму с 12 лет. Активный участник революций 1905 и 1917 годов. Член Оренбургской Губернской организации РКП(б). В 1917 году принимал активное участие в разоружении войск контрреволюции.
С 5 октября 1925 года служил в органах дорожно-транспортного отдела ОГПУ. Назначен на эту должность Губкомом РКП(б).

## Награды
- Герой Труда (1933, за «выдающуюся и исключительно полезную деятельность в качестве паровозного машиниста на железной дороге, показавшего высокие образцы ударной работы, выразившиеся в систематическом перевыполнении производственных заданий, в внесении ценного изобретения, давшего большую экономию средств, а также учитывая активное участие в общественной работе и 31-летний трудовой стаж»).